# 郡浦村
郡浦村（こうのうらむら）は、熊本県の中部に位置していた村。

## 歴史
- 1889年（明治22年）4月1日 - 町村制の施行に伴い、郡浦村が単独で自治体を形成。
- 1899年（明治32年）4月1日 - 中村と合併し郡浦村が発足。
- 1955年（昭和30年）2月1日 - 郡浦村が三角町・戸馳村・大岳村と合併して三角町が発足。同町の大字となる。

## 学校
- 郡浦村立郡浦小学校
- 郡浦村立郡浦中学校